# 阳朔 (西汉)
阳朔（前24年－前21年）是西汉时期汉成帝刘骜的第三个年号，共计4年。

## 起止時間
辛德勇推測，陽朔五年四至五月間改元鴻嘉。

## 纪年
| 阳朔 | 元年   | 二年   | 三年   | 四年   | 五年   |
| ---- | ------ | ------ | ------ | ------ | ------ |
| 公元 | 前24年 | 前23年 | 前22年 | 前21年 | 前20年 |
| 干支 | 丁酉   | 戊戌   | 己亥   | 庚子   | 辛丑   |

## 参看
- 中國年號索引
- 其他有关阳朔的解释。

| 前一年號： 河平 | 西漢年號 陽朔 | 下一年號： 鸿嘉 |